# Sphoeroides andersonianus
Sphoeroides andersonianus, jedna od vrsti riba napuhača ili četverozipki iz roda Sphoeroides, porodica Tetraodontidae. Demerzalna vrsta iz tropskih mora istočnog Pacifika. Prvi ju je opisao Morrow, 1957. Uočena je kod obala Nikaragve i Perua
Od vernakularnih naziva za nju postoje tek dva mandarinska naziva, 安德孙圆鲀 i 安德孫圓魨.